# آپولو هاسپیتالس
آپولو هاسپیتالس (انگلیسی: Apollo Hospitals) شرکت مدیریت بیمارستان هندی است، که در سال ۱۹۸۳ تأسیس شد.